# Wii Remote
Wii Fjernbetjeningen, ofte kaldt Wii Remoten eller wiimoten, er navnet på Nintendos Wii controller. Wii fjernbetjeningen, er bevægelsesfølsom (vha. indbyggede accelerationssensorer) og indeholder i spidsen en sensor, der sammen med Wii konsollens sensorbar (som er placeret enten direkte under eller over fjernsynet) kan fungere som en virtuel pointer, til brug som cursor i spil og menuer, i mange spil som f.eks. Wario Land: Shake it kan det kun spilles ved at Wii Remoten holdes vandret ligesom en almindelig controller. Wii Fjernbetjeningen forbindes til selve konsollen vha. en trådløs Bluetooth-forbindelse. Den udkom sammen med Wii i Europa den 8. december, og blev første gang fremvist til Tokyo Game Show i September 2005.

## Strømkilde
Da Wii Remoten er trådløs, bruger den to AA batterier. Batteritiden er oplyst til at være 30 timer med pointerfunktionen slået til, og 60 timer hvis man kun bruger bevægelsesfunktionen.

## Wii Remote Jackets
Efter klager fra forbrugere verden over, hvor folk ved uheld har ramt deres fjernsyn med Wii Remoten, besluttede Nintendo sig for at udgive et blødt plastichylster kaldet Wii Remote Jacket. Skallen gør controlleren blødere og kan gratis bestilles hos den nordiske distributør af Nintendospil, Bergsala, her Arkiveret 1. januar 2008 hos  Wayback Machine.